# Meg & Dia
Meg & Dia sono state un gruppo musicale rock statunitense formatosi nel 2004; dopo essersi sciolte nel 2012, hanno annunciato il loro ritorno nel 2019

## Storia del gruppo
Il gruppo si è formato nello Utah ed era composto dalle sorelle Meg e Dia Frampton.
Nel 2005 hanno pubblicato il primo album Our Home Is Gone. Il secondo disco è uscito per la Doghouse Records, si intitola Something Real ed è stato coprodotto da Stacy Jones (American Hi-Fi).
La canzone più famosa del disco è Monster, pubblicata nel 2006, la cui storia è stata ispirata dal romanzo La valle dell'Eden di John Steinbeck e da un testo scritto da Mia.
Nel febbraio 2007 la band ha firmato un contratto con la Warner Bros. Records e nel 2009, attraverso la Sire Records, è uscito Here, Here and Here.
Dal luglio 2010, dopo la fine del rapporto con la Warner, il duo ha pubblicato alcuni lavori in maniera indipendente: tra questi il quarto album in studio Cocoon (aprile 2011).
Nel 2011 Dia Frampton ha partecipato alla prima edizione di The Voice US, pubblicando anche il suo primo album da solista nel dicembre dello stesso anno.
Il gruppo si è sciolto nell'ottobre 2012, per poi annunciare un loro ritorno il 1º Aprile 2019 sui social ufficiali della band, il 26 luglio dello stesso anno, rilasciano il loro quinto album happysad, il 1º Novembre dello stesso anno, annunciano un album natalizio chiamato December, Darling, la cui title track venne rilasciata lo stesso giorno dell'annuncio.

## Formazione
- Dia Frampton (2 ottobre 1987) - voce
- Meg Frampton (3 aprile 1985) - chitarra, cori

Collaboratori
- Nicholas Price - batteria
- Jonathan Snyder - basso
- Carlo Jimenez - chitarra

## Discografia
Album 
- 2005 - Our Home Is Gone
- 2006 - Something Real
- 2009 - Here, Here and Here
- 2011 - Cocoon
- 2019 - happysad
- 2019 - December, Darling

EP
- 2006 - What Is It? A Fender Bender
- 2007 - If You're Poor, Find Something to Sue Somebody For
- 2010 - It's Always Stormy in Tillamook
- 2011 - Be Careful, I Love You, Stay in Touch